# タメルラン・トメノフ
タメルラン・トメノフ（Тамерлан Тменов、1977年7月27日 - ）は、ロシアの北オセチア共和国・ウラジカフカス出身の柔道家。身長185cm。体重125kg。

## 人物
1997年の世界選手権3位入賞以来、ロシアのみならず世界の柔道界の重量級に10年以上も君臨した名選手で、同じく重量級のアレクサンドル・ミハイリン（2001年、2005年世界選手権優勝）と共にロシアを代表する柔道家である。嘉納杯などで頻繁に来日しており、日本でもその名はよく知られていた。
強豪ひしめくヨーロッパ選手権では怪力を武器に11年に渡って7つもの金メダルを獲得したが、オリンピックや世界選手権での優勝には縁がなかった。五輪ではシドニー準決勝で篠原信一、アテネ決勝で鈴木桂治、北京準々決勝で石井慧といずれも日本人選手に敗れ、悲願の頂点への夢を阻まれた。
2003年の世界選手権団体戦の日本戦で体重160kgの上口孝太を放り投げたほどの怪力は折り紙つきではあるが、スタミナが無いのが最大の弱点であった。得意技は払巻込、巴投など。
2010年7月に引退した。

## 主な戦績
階級表記のない大会はすべて100kg超級での成績。
- 1995年 - ヨーロッパジュニア 優勝（95kg級）
- 1996年 - 世界ジュニア 優勝（95kg級）
- 1997年 - ロシア国際 優勝
- 1997年 - オーストリア国際 3位
- 1997年 - グルジア国際 優勝
- 1997年 - 世界選手権 3位
- 1998年 - オランダ国際 3位
- 1998年 - ヨーロッパ選手権 優勝
- 1998年 - 世界軍人柔道選手権大会 優勝
- 1998年 - ワールドカップ団体戦 3位
- 1999年 - 嘉納杯 2位
- 1999年 - ドイツ国際 優勝
- 1999年 - ハンガリー国際 優勝
- 1999年 - ヨーロッパ選手権 優勝
- 1999年 - 世界選手権 7位
- 2000年 - オランダ国際 優勝
- 2000年 - ヨーロッパ選手権 2位
- 2000年 - シドニーオリンピック 3位
- 2001年 - ドイツ国際 優勝
- 2001年 - ベラルーシ国際 優勝
- 2001年 - グランプリ・モスクワ 優勝
- 2002年 - ロシア国際 優勝
- 2002年 - フランス国際 3位
- 2002年 - ヨーロッパ選手権 優勝
- 2003年 - 嘉納杯 3位
- 2003年 - エストニア国際 優勝
- 2003年 - ヨーロッパ選手権 優勝
- 2003年 - 世界選手権 3位
- 2004年 - チェコ国際 優勝
- 2004年 - ヨーロッパ選手権 3位
- 2004年 - アテネオリンピック 2位
- 2005年 - エストニア国際 優勝
- 2005年 - 世界軍人柔道選手権大会 2位
- 2005年 - 世界選手権 無差別 2位
- 2006年 - 嘉納杯 3位
- 2006年 - ポルトガル国際 優勝
- 2006年 - ワールドカップ団体戦 2位
- 2007年 - ベルギー国際 優勝
- 2007年 - ドイツ国際 優勝
- 2007年 - ロシア国際 優勝
- 2007年 - 世界選手権 2位
- 2008年 - ヨーロッパ選手権 優勝
- 2008年 - 北京オリンピック 7位
- 2009年 - グランドスラム・リオデジャネイロ 5位